# Península de Iucatã

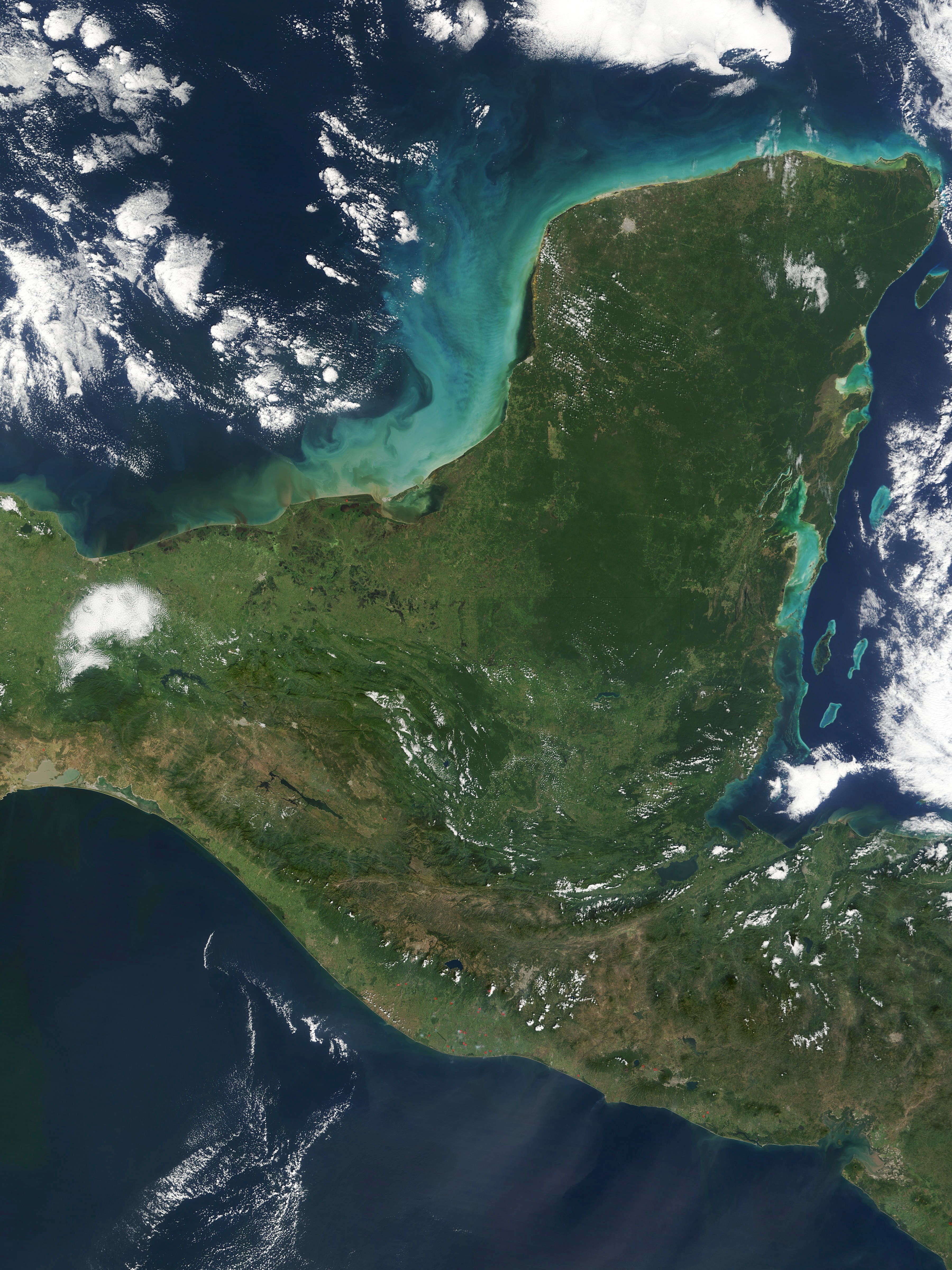
A península do Iucatã vista do espaço

A Península de Iucatã (português brasileiro) ou Península do Iucatão (português europeu), ou ainda Jucatão, (do castelhano Yucatán) é uma grande península do continente americano que adentra ao oceano Atlântico na América Central, constituindo-se no extremo sudeste do território do atual México, a oeste da Cuba e a nordeste da Guatemala. Foi o berço de grandes civilizações pré-colombianas como a dos maias e dos olmecas. Acredita-se fortemente, por meio de fontes científicas, que a península de Iucatã foi o local onde ocorreu o histórico impacto que extinguiu os dinossauros, há cerca de 65 milhões de anos, e uma quantidade numerosa de répteis e plantas, sendo então os mamíferos os seres dominantes. O impacto do meteoro formou a famosa Cratera de Chicxulub.

## As principais cidades da península
- Iucatã: Mérida, ao noroeste da península
- Quintana Roo: Cancún, no noroeste da península sobre a costa do Caribe mexicano.
- Campeche: San Francisco de Campeche, ao sudoeste da península, no golfo que leva seu nome.
- Campeche: Ciudad del Carmen, ao extremo sudoeste. Na ilha com o mesmo nome.
- Quintana Roo: Chetumal, ao extremo sudeste de la península en el litoral caribeño.
- Quintana Roo: Playa del Carmen, ao sul de Cancún, no litoral do Caribe.
- Iucatã: Tizimín, na região ao noroeste do Estado de Iucatã.
- Iucatã: Valladolid, na zona oriental do Estado de Iucatã.
- Iucatã: Puerto Progreso, no litoral do Golfo, 30 km ao norte de Mérida.
- Iucatã: Izamal, Uma das cidades mais antigas da península, 70 km ao oriente de Mérida.
- Campeche: Champotón, no sudoeste da península, ao sur de San Francisco de Campeche.